# إريك باولون
إريك باولون  (بالألمانية: Erich Paulun)‏ ولد (4 مارس عام 1862 في بازهفالك وتوفي في 5 مارس 1909 في شنغهاي) هو طبيب ألماني قام بتأسيس مدرسة طبية في شنغهاي في عام 1907، والتي تعرف اليوم بجامعة تونغجي.